# Ochando (Salamanca)
Ochando es una entidad de población española, hoy día despoblada, del municipio de Matilla de los Caños del Río, perteneciente a la provincia de Salamanca, en la comunidad autónoma de Castilla y León.

## Historia
Hacia mediados del siglo XIX, el lugar, una alquería ya por entonces perteneciente al municipio de Matilla de los Caños del Río, tenía contabilizada una población de 2 habitantes. Aparece descrito en el duodécimo volumen del Diccionario geográfico-estadístico-histórico de España y sus posesiones de Ultramar de Pascual Madoz con las siguientes palabras:

OCHANDO: alq. en la prov. y part. jud. de Salamanca, térm. municipal de Matilla de los Caños. pobl.: 1 vec., 2 almas.
(Madoz, 1849, p. 216)

En 2023, la entidad singular de población de Ochando tenía empadronados 0 habitantes.